# Liste der Gemarkungen im Landkreis Emmendingen
Die Liste der Gemarkungen im Landkreis Emmendingen umfasst die aktuellen Gemarkungen im baden-württembergischen Landkreis Emmendingen nach den Angaben des Landesamtes für Geoinformation und Landentwicklung.
| Nr.    | Gemarkung         | AGS      | Gemeinde                 | Fläche ha | Bevölkerung Zensus 2011-05-09 | WGS84                       |
| ------ | ----------------- | -------- | ------------------------ | --------- | ----------------------------- | --------------------------- |
| 085040 | Niederhausen      | 08316053 | Rheinhausen im Breisgau  | 901,01    | 1438                          | 48° 14′ 39″ N, 7° 42′ 44″ O |
| 085041 | Oberhausen        | 08316053 | Rheinhausen im Breisgau  | 1297,95   | 2083                          | 48° 13′ 23″ N, 7° 42′ 26″ O |
| 085050 | Herbolzheim       | 08316017 | Herbolzheim              | 1707,83   | 6809                          | 48° 13′ 22″ N, 7° 47′ 52″ O |
| 085051 | Bleichheim        | 08316017 | Herbolzheim              | 736,05    | 720                           | 48° 12′ 27″ N, 7° 50′ 20″ O |
| 085052 | Broggingen        | 08316017 | Herbolzheim              | 526,5     | 758                           | 48° 13′ 26″ N, 7° 50′ 55″ O |
| 085053 | Tutschfelden      | 08316017 | Herbolzheim              | 242,07    | 687                           | 48° 13′ 12″ N, 7° 48′ 49″ O |
| 085054 | Wagenstadt        | 08316017 | Herbolzheim              | 333,03    | 1019                          | 48° 12′ 15″ N, 7° 47′ 29″ O |
| 085060 | Weisweil          | 08316049 | Weisweil                 | 1907,44   | 2082                          | 48° 12′ 6″ N, 7° 40′ 38″ O  |
| 085070 | Kenzingen         | 08316020 | Kenzingen                | 2533,18   | 6984                          | 48° 11′ 49″ N, 7° 47′ 47″ O |
| 085071 | Bombach           | 08316020 | Kenzingen                | 309,09    | 657                           | 48° 10′ 48″ N, 7° 49′ 32″ O |
| 085072 | Hecklingen        | 08316020 | Kenzingen                | 408,87    | 884                           | 48° 10′ 16″ N, 7° 47′ 14″ O |
| 085073 | Nordweil          | 08316020 | Kenzingen                | 436,13    | 798                           | 48° 11′ 35″ N, 7° 49′ 7″ O  |
| 085080 | Riegel            | 08316037 | Riegel am Kaiserstuhl    | 1831,94   | 3647                          | 48° 9′ 28″ N, 7° 44′ 46″ O  |
| 085085 | Forchheim         | 08316013 | Forchheim                | 1077,36   | 1340                          | 48° 10′ 25″ N, 7° 42′ 25″ O |
| 085090 | Wyhl              | 08316051 | Wyhl am Kaiserstuhl      | 1693,52   | 3601                          | 48° 10′ 10″ N, 7° 39′ 0″ O  |
| 085100 | Sasbach           | 08316038 | Sasbach am Kaiserstuhl   | 1050,72   | 1810                          | 48° 8′ 48″ N, 7° 37′ 7″ O   |
| 085101 | Jechtingen        | 08316038 | Sasbach am Kaiserstuhl   | 839,01    | 1123                          | 48° 7′ 10″ N, 7° 36′ 17″ O  |
| 085102 | Leiselheim        | 08316038 | Sasbach am Kaiserstuhl   | 186,56    | 350                           | 48° 7′ 23″ N, 7° 38′ 4″ O   |
| 085110 | Endingen          | 08316012 | Endingen am Kaiserstuhl  | 1381,05   | 6446                          | 48° 8′ 20″ N, 7° 42′ 2″ O   |
| 085111 | Amoltern          | 08316012 | Endingen am Kaiserstuhl  | 240,74    | 397                           | 48° 7′ 37″ N, 7° 40′ 41″ O  |
| 085112 | Kiechlinsbergen   | 08316012 | Endingen am Kaiserstuhl  | 475,22    | 1005                          | 48° 7′ 5″ N, 7° 39′ 33″ O   |
| 085113 | Königschaffhausen | 08316012 | Endingen am Kaiserstuhl  | 571,39    | 1241                          | 48° 8′ 18″ N, 7° 39′ 28″ O  |
| 085120 | Bahlingen         | 08316002 | Bahlingen am Kaiserstuhl | 1264,7    | 3918                          | 48° 7′ 14″ N, 7° 44′ 25″ O  |
| 085130 | Freiamt           | 08316054 | Freiamt                  | 3890,63   | 2226                          | 48° 10′ 8″ N, 7° 55′ 44″ O  |
| 085131 | Ottoschwanden     | 08316054 | Freiamt                  | 1395,53   | 1965                          | 48° 11′ 37″ N, 7° 53′ 51″ O |
| 085140 | Malterdingen      | 08316024 | Malterdingen             | 1112,78   | 3017                          | 48° 9′ 49″ N, 7° 48′ 44″ O  |
| 085150 | Teningen          | 08316043 | Teningen                 | 1602,44   | 5509                          | 48° 6′ 52″ N, 7° 48′ 43″ O  |
| 085151 | Heimbach          | 08316043 | Teningen                 | 506,09    | 1127                          | 48° 9′ 52″ N, 7° 49′ 57″ O  |
| 085152 | Köndringen        | 08316043 | Teningen                 | 907,91    | 2784                          | 48° 8′ 47″ N, 7° 48′ 53″ O  |
| 085153 | Nimburg           | 08316043 | Teningen                 | 1005,89   | 2097                          | 48° 5′ 58″ N, 7° 46′ 46″ O  |
| 085160 | Emmendingen       | 08316011 | Emmendingen              | 1305,94   | 18269                         | 48° 7′ 26″ N, 7° 52′ 1″ O   |
| 085161 | Kollmarsreute     | 08316011 | Emmendingen              | 410,06    | 1995                          | 48° 5′ 56″ N, 7° 52′ 58″ O  |
| 085162 | Maleck            | 08316011 | Emmendingen              | 236,48    | 424                           | 48° 7′ 47″ N, 7° 53′ 17″ O  |
| 085163 | Mundingen         | 08316011 | Emmendingen              | 860,53    | 1901                          | 48° 8′ 33″ N, 7° 50′ 47″ O  |
| 085164 | Wasser            | 08316011 | Emmendingen              | 259,13    | 1673                          | 48° 5′ 49″ N, 7° 51′ 14″ O  |
| 085165 | Windenreute       | 08316011 | Emmendingen              | 303,35    | 1634                          | 48° 7′ 0″ N, 7° 52′ 48″ O   |
| 085170 | Sexau             | 08316039 | Sexau                    | 1628,34   | 3253                          | 48° 6′ 57″ N, 7° 55′ 6″ O   |
| 085175 | Biederbach        | 08316003 | Biederbach               | 3133,13   | 1707                          | 48° 12′ 5″ N, 8° 1′ 53″ O   |
| 085180 | Elzach            | 08316010 | Elzach                   | 441,16    | 3067                          | 48° 10′ 16″ N, 8° 4′ 1″ O   |
| 085181 | Katzenmoos        | 08316010 | Elzach                   | 810       | 290                           | 48° 9′ 59″ N, 8° 1′ 18″ O   |
| 085182 | Prechtal          | 08316010 | Elzach                   | 4407,8    | 2816                          | 48° 11′ 42″ N, 8° 7′ 24″ O  |
| 085183 | Yach              | 08316010 | Elzach                   | 1861,16   | 964                           | 48° 8′ 55″ N, 8° 6′ 22″ O   |
| 085190 | Niederwinden      | 08316055 | Winden im Elztal         | 826,21    | 1206                          | 48° 8′ 30″ N, 8° 0′ 55″ O   |
| 085191 | Oberwinden        | 08316055 | Winden im Elztal         | 1367,15   | 1642                          | 48° 8′ 37″ N, 8° 3′ 16″ O   |
| 085200 | Gutach            | 08316014 | Gutach im Breisgau       | 370,23    | 1689                          | 48° 6′ 58″ N, 7° 59′ 59″ O  |
| 085201 | Bleibach          | 08316014 | Gutach im Breisgau       | 380,27    | 1990                          | 48° 7′ 31″ N, 8° 0′ 47″ O   |
| 085202 | Siegelau          | 08316014 | Gutach im Breisgau       | 1725,38   | 600                           | 48° 9′ 16″ N, 7° 58′ 44″ O  |
| 085210 | Altsimonswald     | 08316042 | Simonswald               | 1930,99   | 1057                          | 48° 6′ 11″ N, 8° 5′ 40″ O   |
| 085211 | Haslachsimonswald | 08316042 | Simonswald               | 1130,31   | 300                           | 48° 7′ 2″ N, 8° 5′ 28″ O    |
| 085212 | Obersimonswald    | 08316042 | Simonswald               | 2293,25   | 806                           | 48° 4′ 4″ N, 8° 6′ 32″ O    |
| 085213 | Untersimonswald   | 08316042 | Simonswald               | 1763,94   | 805                           | 48° 4′ 59″ N, 8° 2′ 46″ O   |
| 085214 | Wildgutach        | 08316042 | Simonswald               | 307,18    | 88                            | 48° 1′ 43″ N, 8° 6′ 49″ O   |
| 085220 | Waldkirch         | 08316056 | Waldkirch                | 2077,8    | 11926                         | 48° 4′ 51″ N, 7° 58′ 24″ O  |
| 085221 | Buchholz          | 08316056 | Waldkirch                | 575,18    | 2667                          | 48° 5′ 13″ N, 7° 55′ 15″ O  |
| 085222 | Kollnau           | 08316056 | Waldkirch                | 906,11    | 4982                          | 48° 6′ 54″ N, 7° 57′ 30″ O  |
| 085223 | Siensbach         | 08316056 | Waldkirch                | 988,49    | 849                           | 48° 5′ 32″ N, 8° 0′ 37″ O   |
| 085224 | Suggental         | 08316056 | Waldkirch                | 295,77    | 375                           | 48° 4′ 1″ N, 7° 56′ 17″ O   |
| 085230 | Reute             | 08316036 | Reute                    | 478,97    | 3007                          | 48° 5′ 14″ N, 7° 49′ 12″ O  |
| 085235 | Denzlingen        | 08316009 | Denzlingen               | 1692,99   | 13255                         | 48° 4′ 15″ N, 7° 53′ 3″ O   |
| 085240 | Vörstetten        | 08316045 | Vörstetten               | 787,49    | 2896                          | 48° 4′ 12″ N, 7° 50′ 10″ O  |